# 海会寺 (九江)
海會寺，初名海會庵，位於今江西廬山五老峰下。
寺院建築建於明·萬曆四十六年（公元1618年），由釋西來肇基興建。寺院整體背靠五老峰，俯覽彭蠡湖，「背山面湖，形勝極佳」。清·嘉慶二十二年（1817年），釋旦雲主持重修。咸豐三年（1853年）兵亂被燹。
同治五年（1866年），海印和尚釋至善來此伐竹獨居，宏願募化重修海會寺。姑塘驛官魏興林、居土王全澤、九江道尹景某和奉新大使許必達等先後施財捐款，「建立殿宇，置買租谷，以供雲廚」。現海會寺被列為江西重點寺院之一。